# 华西龙头草
华西龙头草（学名：Meehania fargesii），为唇形科龙头草属下的一个植物变种。